# Leon Sylvers III
Leon Frank Sylvers III, né le 7 mars 1953 à Memphis, Tennessee, est un chanteur, auteur-compositeur, disc-jockey, producteur de disques et multi-instrumentiste américain. Il était membre du groupe familial The Sylvers. Il est devenu l'un des producteurs de musique noire les plus accomplis, de la fin des années 1970 au milieu des années 1980, grâce à son association avec SOLAR Records, fondé par Dick Griffey. Des artistes tels que J Dilla, Dr. Dre et Madlib ont échantillonné des chansons écrites et produites Leon Sylvers III.

## Biographie

### Débuts
Leon Sylvers et sa famille déménagent de Memphis à Los Angeles, « près d'Adams et de Crenshaw, en 1956 ». Il se fait connaître au début des années 1960 en tant que membre du groupe d'harmonie vocale The Little Angels avec ses frères et sœurs (Olympia, Charmaine et James). Après les avoir entendus se produire à Las Vegas en 1959, Ed Sullivan prédit qu'ils deviendront célèbres. Pendant ce temps, ils apparaissent dans des émissions de variétés telles que Make Room for Daddy, You Bet Your Life et The Spike Jones Show. À cette époque, ils participent également à une tournée aux États-Unis avec Ray Charles. 
Après le divorce de leurs parents, Leon et ses frères et sœurs aînés vivent avec divers membres de leur famille avant de retrouver leur mère Shirley et leurs quatre frères et sœurs plus jeunes à Los Angeles, en Californie. Réunis, il s'installent dans le quartier afro-américain de Watts en 1965. En 1970, Leon intègre le groupe familial, qui comprenait désormais les jeunes frères Edmund et Ricky, et participe à un concours de talents local. Ils remportent ce concours de talents haut la main en raison de leur polyvalence, de leur chorégraphie et de leurs harmonies. L'impresario Mike Curb décide de les signer chez MGM Records en 1971 et les promeut sous le nom de The Sylvers.

### La fratrie The Sylvers
Leon Sylvers III écrit son premier single à succès Wish That I Could Talk to You, qui figure sur le premier album de la famille intitulé The Sylvers, paru en 1972. Il écrit également Fool's Paradise, Only One Can Win, I Know Myself, Chaos, So Close et How Love Hurts. L'album est coproduit par Jerry Butler (largement connu pour son travail avec The Impressions ainsi qu'une carrière solo réussie) et Keg Johnson. L'année suivante, il écrit le single Misdemeanor pour son frère Foster Sylvers, qui est un succès pendant l'été 1973 (Top 10 des charts R&B). Les Sylvers sortent leur deuxième album The Sylvers II la même année, Leon s'affirmant comme auteur-compositeur principal, puisqu'il écrit neuf des onze chansons de l'album. L'Associated Press fait l'éloge de l'album qui projette « un sentiment d'unité et de force qui semblait ténu sur leur premier album ». En 1974, The Sylvers sortent leur dernier album sur MGM avant de passer sur Capitol. Leon n'écrit que deux des dix chansons de l'album. Au moment de la sortie de l'album, The Pittsburgh Courier écrit : « Ils sont impressionnants, élégamment équilibrés, font preuve de musicalité et leur son est frais et original ».
Pour les prochains albums, Leon Sylvers continuera à écrire des chansons sur les albums sa fratrie, dont le single High School Dance du Top 10 des charts R&B américains de 1977. En 1978, Leon Sylvers produit l'album le plus acclamé par la critique des Sylvers, Forever Yours. Avant la sortie de l'album, les Sylvers étaient fréquemment invités dans des émissions de télévision et gagnaient 15 000 à 20 000 $ par nuit pour des performances dans des festivals locaux et des parcs d'attractions.

### D'interprète à producteur: les années SOLAR
À la mi-1978, Leon Sylvers quitte le groupe pour devenir le producteur « maison » de SOLAR Records, label créé par Dick Griffey, où il travaille également en tant que directeur A&R (Artists and Repertoire). Le Los Angeles Times le qualifiera plus tard de « génie créatif derrière le son SOLAR ».
Leon Sylvers commence sa longue carrière de producteur avec le groupe Lakeside sur leur album Shot of love qui se retrouve dans le Top 10 des meilleurs albums R&B. C'est la même année 1978 que Leon Sylvers s'associe avec Shalamar, avec l'album Disco Gardens qui comprend le classique disco Take That to the Bank. 1979 est une année encore plus importante : l'album suivant de Shalamar, Big Fun, arrive à la 4e place du classement des meilleurs albums R&B et obtient la certification de disque d'or. Le premier single, The Second Time Around, est numéro un des du Top 40 R&B. Parallèlement, Leon Sylvers a également coproduit l'album Rough Riders de Lakeside .
Toujours en 1978, Leon Sylvers crée le groupe Dynasty avec Dick Griffey. Linda Carriere, membre du groupe, lui attribue le mérite d'avoir trouvé le nom Dynasty, qui fait référence à l'objectif du groupe « d'avoir une longévité dans le monde du divertissement ».
Les années 1980 sont prolifiques et fructueuses pour Leon Sylvers : en 1980, il produit des albums pour des groupes du label SOLAR tels que Shalamar, The Whispers, Dynasty, Carrie Lucas, ainsi que le premier album de Midnight Star. La chanson qu'il a écrite et co-produite pour The Whispers, And the Beat Goes On, numéro un au classement R&B américain et American Dance, constitue l'une des plus grandes réalisations de Sylvers. Ce sera l'année où Leon fera partie de projets en dehors de la famille SOLAR Records, tels que son single Love Starts After Dark de Gene Page et la chanson The Tilt de 7th Wonder. Shalamar se classe avec l'album Three for Love à la huitième place du Top Soul Albums américain. L'album sera certifié Or. It's a Love Thing des Whispersest un autre succès R&B qui a contribué à propulser l'album Imagination au numéro trois des charts Top Soul Albums. Soulignant son succès, le magazine Billboard décrit comme « l'homme du moment du R&B ».
En 1981, Leon Sylvers décrit son processus de production en disant : « Mon idéal est de faire chanter tout le disque, de travailler sur les morceaux de musique afin qu'ils prennent le même caractère que le chant ». Il se concentre également sur la création de chansons brèves et énergiques, déclarant à un intervieweur : « Les disques courts et percutants sont meilleurs aujourd'hui que les longs. J'essaie de ne pas penser en termes de pop ou de R&B, car on peut se perdre dans le qualificatif. La réponse peut être une fusion entre les deux styles ». À cette époque, Leon Sylvers rejoint Dynasty et épouse Nidra Beard, elle-même membre de Dynasty. À peu près à la même époque, il produit son ancien groupe familial (The Sylvers), qui avait signé avec SOLAR. Ni The Second Adventure de Dynasty ni Concept de The Sylvers, qu'il produit, n'ont été des succès. Ces albums seraient deux des rares déceptions de l'année pour Leon Sylvers, malgré une percée du titre Come Back Lover dans les discothèques.
En 1982, Leon Sylvers produit l'album Friends de Shalamar. L'album arrive en tête du palmarès des meilleurs albums R&B américains, propulsé par le single A Night to Remember, qui a atteint la huitième place des charts R&B américains. L'album est certifié Platine. Leon Sylvers passe les deux années suivantes à produire des chansons à succès pour The Whispers (In the Raw, Tonight), Gladys Knight & The Pips (Save the Overtime (For Me)), Tavares (Ten to One) entre autres. La même année, il est le mentor de l'équipe de production Jimmy Jam et Terry Lewis. Dick Griffey déclare à propos de Leon Sylvers à l'époque : « Mis à part Quincy Jones, je pense que Leon est le producteur le plus en vogue. Il a grandi avec SOLAR et a été exposé à d'autres forces créatives en assemblant différents types de chansons et de sons. Il a ue autre conception de finition et de sophistication ». Le nom de Leon Sylvers est étroitement associé au style Boogie RnB, qui mélange instruments acoustiques et électroniques, mettant l'accent sur les temps 2 et 4.
En 1984, Leon Sylvers rencontre les membres de Krystol Tina Scott et Roberta Stiger dans un fast-food de Hollywood et demande à les auditionner. Ils finiront par chanter des voix de sauvegarde sur plusieurs de ses projets, tandis que Leon Sylvers produit des chansons sur leur album de 1984 Gettin 'Ready et Talk Of The Town de 1985.

### Déclin du son SOLAR et carrière solo
Les évolutions et les transformations du R&B font qu'il rencontre ensuite moins de succès, à l'exception du deuxième album de Glenn Jones, Finesse et de quelques morceaux pour l'album So Good de The Whispers. Entre 1984 et 1988, Leon Sylvers connaît un succès mitigé avec Five Star (Another Weekend, Rock My World), Evelyn « Champagne » King (Flirt, Hold On to What You Got), Stacy Lattisaw (You Ain't Leavin), The Spinners, Howard Hewett (I Commit to Love), Krystol (After the Dance Is Through). En 1985, Leon Sylvers rejoint le label Conceited Records distribué par Motown en tant que vice-président et produit le premier album du label. En 1989, Leon Sylvers enregistre un album solo pour Motown Records, appelé simplement Leon Sylvers III. Le succès n'est pas au rendez-vous, le disque ne réussit pas à se classer.

### Travail récent
Dans les années 1990, Leon Sylvers travaille avec le producteur R&B New Jack Teddy Riley sur le premier album de son groupe, Blackstreet, Blackstreet . Leon Sylvers co-écrit le hit américain du Top 10 de Blackstreet, Before I Let You Go. Leon travaillera également avec Teddy Riley à nouveau, cette fois pour aider à écrire deux chansons sur l'album des New Kids on the Block Face the Music, ainsi que la chanson Love Online sur l'album de retrouvailles du groupe Guy, Guy III. Teddy Riley a loué Leon Sylvers pour sa capacité à faire fonctionner les paroles avec une mélodie donnée, affirmant qu'il était « probablement le meilleur numéro un ».
En 1992, Leon Sylvers coproduit neuf des dix chansons du premier album éponyme de Double Action Theatre sur PolyGram . L'album reçoit des critiques de mitigées, un critique écrivant, « le groupe est pris dans son propre battage médiatique, oubliant qu'avant qu'un chanteur puisse livrer un message, il doit d'abord livrer une chanson ».
En 2009, il produit un album de N'dambi, Pink Elephant, qui comprenait des chansons écrites par Sylvers et son fils, Leon Sylvers IV.
En décembre 2010, Leon Sylvers III reçoit une nomination aux Grammy Awards de la National Academy of Recording Arts and Sciences pour le meilleur album en tant qu'ingénieur du son, pour l'album Pink Elephant de N'dambi,.
En 2011, il remixe le nouveau single de Gladys Knight, un réenregistrement du classique de Leiber/Stoller I (Who Have Nothing), un enregistrement produit par son fils, Leon Sylvers IV.
En 2015, Leon Sylvers collabore avec Dâm-Funk sur son troisième album Invite The Light . Sylvers a déjà servi de mentor à Dâm-Funk au début des années 1990.
En 2019, Leon Sylvers commence à produire et à écrire avec la chanteuse-compositrice Pop/R&B Nikkole sur son cinquième album qui sort en 2021.

## Discographie

### En tant qu'auteur-compositeur
| Année | Artiste                               | Album                          | Titres | Label                |
| ----- | ------------------------------------- | ------------------------------ | --- | -------------------- |
| 1972  | The Sylvers                           | The Sylvers                    | "Wish That I Could Talk to You", "Fools Paradise", "Only One Can Win", "I Know Myself", "Chaos", "So Close", "How Love Hurts"                                                                                   | Pride/MGM            |
| 1973  | The Sylvers                           | The Sylvers II                 | "We Can Make It If We Try", "Through the Love in My Heart", "Handle It", "I'll Never Let You Go", "Cry of a Dreamer", "Stay Away from Me", "I Don't Need to Prove Myself", "Love Me, Love Me Not", "I Remember" | Pride/MGM            |
| 1973  | Foster Sylvers                        | Foster Sylvers                 | "Misdemeanor" | Pride/MGM            |
| 1974  | The Sylvers                           | The Sylvers III                | "Even This Shall Pass", "Am I Truly Yours" | Pride/MGM            |
| 1975  | The Sylvers                           | Showcase                       | "Free Style", "I Can Be for Real", "Clap Your Hands to the Music", "Ain't Nothin' But a Party" | Capitol Records      |
| 1976  | The Sylvers                           | Something Special              | "Got to Have You (For My Very Own)", "High School Dance", "That's What Love Is Made Of", "Disco Showdown" | Capitol Records      |
| 1980  | Gene Page featuring Charmaine Sylvers | Love Starts After Dark         | "Love Starts After Dark" | Arista Records       |
| 1981  | Wax                                   | Do You Believe in Magic        | "The Right Time For Us" | RCA Records          |
| 1983  | Real to Reel                          | "Love Me Like This" 12" Single | "Taking the Long Way Home" | Arista Records       |
| 1985  | Rockie Robbins                        | Rockie Robbins (1985)          | "Goodbyes Don't Last Forever", "You Finally Found the One" | MCA Records          |
| 1986  | Howard Hewett                         | I Commit to Love               | "I Commit to Love" | Elektra Records      |
| 1987  | Lakeside                              | Power                          | "Love I Can Bank On" | SOLAR Records        |
| 1987  | Royalty                               | Rich and Famous                | "If You've Got the Heart (I've Got the Love)" | Warner Bros. Records |
| 1994  | Blackstreet                           | Blackstreet                    | "Before I Let You Go" | Interscope Records   |
| 1994  | New Kids on the Block                 | Face the Music                 | "Girls", "Never Let You Go" | Columbia Records     |

### En tant que producteur
| Année | Artiste                       | Album                           | Label                  | Titres produits |  |
| ----- | ----------------------------- | ------------------------------- | ---------------------- | --- |  |
| 1978  | The Sylvers                   | Forever Yours                   | Casablanca Records     | Album entier |  |
| 1978  | Shalamar                      | Disco Gardens                   | SOLAR Records          | Album entier |  |
| 1978  | Lakeside                      | Shot of Love                    | SOLAR Records          | Album entier |  |
| 1979  | Shalamar                      | Big Fun                         | SOLAR Records          | Album entier |  |
| 1979  | Dynasty                       | Your Piece of the Rock          | SOLAR Records          | Album entier |  |
| 1979  | Lakeside                      | Rough Riders                    | SOLAR Records          | Album entier |  |
| 1980  | Shalamar                      | Three for Love                  | SOLAR Records          | Album entier |  |
| 1980  | Dynasty                       | Adventures in the Land of Music | SOLAR Records          | Album entier |  |
| 1980  | 7th Wonder                    | Thunder                         | Chocolate City Records | "The Tilt" |  |
| 1980  | Midnight Star                 | The Beginning                   | SOLAR Records          | "Make It Last" |  |
| 1980  | Carrie Lucas                  | Portrait of Carrie              | SOLAR Records          | "It's Not What You Got (It's How You Use It)", "Career Girl", "Fashion"                                                                                                 |  |
| 1981  | Shalamar                      | Go for It                       | SOLAR Records          | Album entier |  |
| 1981  | The Sylvers                   | Concept                         | SOLAR Records          | Album entier |  |
| 1981  | Dynasty                       | The Second Adventure            | SOLAR Records          | Album entier |  |
| 1981  | The Whispers                  | Love Is Where You Find It       | SOLAR Records          | "In the Raw", "Turn Me Out", "Cruisin' In", "Emergency" |  |
| 1981  | Midnight Star                 | Standing Together               | SOLAR Records          | Album entier |  |
| 1982  | Shalamar                      | Friends                         | SOLAR Records          | Album entier |  |
| 1982  | Dynasty                       | Right Back at Cha!              | SOLAR Records          | Album entier sauf The Only One |  |
| 1983  | Shalamar                      | The Look                        | SOLAR Records          | Album entier |  |
| 1983  | The Whispers                  | Love for Love                   | SOLAR Records          | "Tonight", "Keep On Lovin’ Me", "Keep Your Love Around" |  |
| 1983  | Evelyn "Champagne" King       | Face to Face                    | RCA Records            | "Action", "Shake Down", "Tell Me Something Good", "Makin' Me So Proud", "Givin' You My Love (What Cha Gonna Do With It)"                                                |  |
| 1983  | Tavares                       | Words and Music                 | RCA Records            | "Ten to One" |  |
| 1983  | Real to Reel                  | "Love Me Like This" 12" Single  | Arista Records         | "Love Me Like This" |  |
| 1984  | The Whispers                  | So Good                         | SOLAR Records          | "Sweet Sensation", "On Impact", "So Good" |  |
| 1984  | The Brothers Johnson          | Out of Control                  | A&M Records            | Album entier |  |
| 1984  | The Spinners                  | Cross Fire                      | Atlantic Records       | "Keep On Keepin' On", "Not Just Another Lover," "Love Is in Season", "Secrets"                                                                                          |  |
| 1984  | Krystol                       | Gettin' Ready                   | Epic Records           | Album entier à l'exception de deux titres |  |
| 1984  | Glenn Jones                   | Finesse                         | RCA Records            | "Finesse", "It Hurts Too Much", "Meet Me Halfway There", "Bring Back Your Love", "On the Floor"                                                                         |  |
| 1984  | The Sylvers                   | Bizarre                         | Geffen Records         | Album entier sauf "Got To Be Crazy" |  |
| 1985  | Gladys Knight & the Pips      | Life                            | Columbia Records       | "Keep Givin' Me Love", "Just Let Me Love You", "Forever", "Do You Wanna Have Some Fun"                                                                                  |  |
| 1985  | Krystol                       | Talk of the Town                | Epic Records           | "Love Is Like an Itchin' in My Heart", "The Things That Men Do", "C'est La Vie", "Shattered Glass", "Talk of the Town", "Hard to Believe", "I Want a Man Who Can Dance" |  |
| 1985  | Lushus Daim & the Pretty Vain | More Than You Can Handle        | Motown Records         | "More Than You Can Handle", "The One You Love", "The Rhythm of Love", "Flex, "Pretty Poison", "For You"                                                                 |  |
| 1986  | Dynasty                       | Daydreamin'                     | SOLAR Records          | Album entier |  |
| 1986  | Stacy Lattisaw                | Take Me All the Way             | Motown Records         | "You Ain’t Leavin’" |  |
| 1987  | The Whispers                  | Just Gets Better with Time      | SOLAR Records          | "Special F/X", "No Pain, No Gain" |  |
| 1988  | Five Star                     | Rock the World                  | RCA Records            | "Another Weekend", "Rock My World", "Are You Really the One", "Let Me Be Yours", "Free Time", "Rescue Me"                                                               |  |
| 1988  | Evelyn "Champagne" King       | Flirt                           | Manhattan Records      | "Flirt", "Hold On to What You've Got", "Before the Date" |  |
| 1989  | Living in a Box               | Gatecrashing                    | Chrysalis Records      | "Mistaken Identity" |  |
| 1990  | Smokey Robinson               | Love, Smokey                    | Motown Records         | "Unless You Do It Again" |  |
| 1990  | Howard Hewett                 | Howard Hewett                   | Elektra Entertainment  | "I Do", "The More I Get (The More I Want)" |  |
| 1994  | Blackstreet                   | Blackstreet                     | Interscope Records     | "Givin' You All My Lovin'", "Before I Let You Go" |  |
| 1997  | Big Bub                       | Timeless                        | Kedar Records          | "Everybody" |  |
| 2000  | Guy                           | Guy III                         | MCA Records            | "Love Online" |  |
| 2009  | N'dambi                       | Pink Elephant                   | Stax Records           | Album entier |  |